# Teito Tokyo Kakusareta Chikamono Himitsu
Teito Tokyo Kakusareta Chikamono Himitsu (帝都東京・隠された地下鉄網の秘密) är en bok skriven av journalisten Shun Akiba, utgiven 2002. Boken är en redogörelse för hur det underjordiska tunnelsystem som finns i Tokyo på flera ställen skiljer sig från de officiella kartor som finns. Shun Akiba är fullständigt övertygad om att det finns en hel del hemligheter som lever kvar från bl.a. kalla krigets dagar.